# Dotsie Bausch
Dorothy Lee Bausch (conocida como Dotsie Bausch; Lexington, 6 de marzo de 1973) es una deportista estadounidense que compitió en ciclismo en la modalidad de pista, especialista en la prueba de persecución por equipos.
Participó en los Juegos Olímpicos de Londres 2012, obteniendo una medalla de plata en la prueba de persecución por equipos (junto con Sarah Hammer, Lauren Tamayo y Jennie Reed).
Ganó una medalla de plata en el Campeonato Mundial de Ciclismo en Pista de 2011, en la prueba de persecución por equipos.

## Medallero internacional
| Juegos Olímpicos   | Juegos Olímpicos         | Juegos Olímpicos | Juegos Olímpicos        |
| Año                | Lugar                    | Medalla          | Competición             |
| ------------------ | ------------------------ | ---------------- | ----------------------- |
| 2012               | Londres (Reino Unido)    | Medalla de plata | Persecución por equipos |
| Campeonato Mundial |                          |                  |                         |
| Año                | Lugar                    | Medalla          | Competición             |
| 2011               | Apeldoorn (Países Bajos) | Medalla de plata | Persecución por equipos |